# Emile Berliner
Emile Berliner (Hannover, 1851. május 20. – Washington, 1929. augusztus 3.) Németországban született amerikai feltaláló. Az első gramofon és a barázdás hanglemez megalkotója.

## Élete
Tizenkilenc éves korában vándorolt ki Amerikába, ahol fizikusként dolgozott. Huszonöt éves volt, amikor eladta a mikrofon szabadalmát a Bell Telephone Companynek. Az általa alkotott gramofon elvét pedig a Victor Talking Machine Company vette meg. A gramofon a hengereket használó hangrögzítő eszköz, a fonográf korszerűbb  versenytársa volt. Megalapította a Deutsche Grammophon vállalatot és a brit Gramophone Co. Ltd-t, és így a készülékét Európában is terjeszteni kezdte. A híres  His master's voice kutyás embléma is a nevéhez fűződik, aminek az ötletét egy 1900-ban történt angliai utazása során Francis Barraud festményéről vette, melyen egy kutya egy régi fonográfról a gazdája hangját hallgatta.
Berliner először cinklemezbe vágta a hangfelvételt. Később az eredeti cinklemezről acél nyomóformát hozott létre, és ezzel keménygumiba préselte a barázdákat. Kereste a legmegfelelőbb hanglemez-alapanyagot, és végül a sellak – ami egy trópusi vidékeken élő levéltetű elgyantásodott váladéka – vált a legmegfelelőbb anyagnak. A sellak olcsó volt és eléggé puha a préseléshez, ezáltal a tömegtermelésben használható jó minőségű hanglemezeket lehetett gyártani. A sellak egy természetes polimer, nagyon hasonlít a mai hőre lágyuló műanyagokra, műgyantákra. A műanyagok feltalálásáig a sellakot használták a hanglemezgyártásban.